# Certyfikator energetyczny

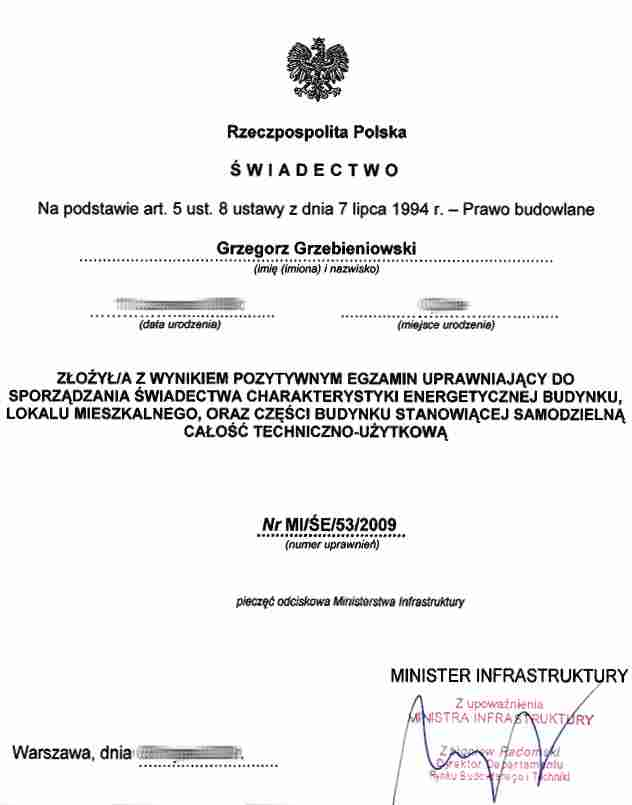
Przykładowe świadectwo certyfikatora energetycznego

Certyfikator energetyczny – osoba uprawniona do sporządzania świadectwa charakterystyki energetycznej budynku (pot. certyfikatu energetycznego), lokalu mieszkalnego, oraz części budynku stanowiącej samodzielną całość techniczno-użytkową na podstawie "art. 5 ust. 8 ustawy z dnia 7 lipca 1994 r. – Prawo budowlane".
Rejestr osób uprawnionych prowadzi Ministerstwo Infrastruktury i Budownictwa.